# Rhymbomicrus
Rhymbomicrus es un género de coleópteros polífagos. Es originario de  América.

## Géneros
Contiene las siguientes especies:
- Rhymbomicrus caseyi Pakuluk, 1987
- Rhymbomicrus hemisphaericus (Champion, 1913)
- Rhymbomicrus lobatus Leconte & Horn, 1883
- Rhymbomicrus nigripennis (Arrow, 1920)
- Rhymbomicrus stephani Pakuluk, 1987